# Matt Nathanson
Matthew Adam Nathanson (28 de marzo de 1973) es un cantautor estadounidense, cuyo trabajo es una combinación de folk y música de rock. Además de cantar, toca la guitarra acústica (a veces de 12-cuerdas) y la guitarra eléctrica, y ha tocado solo y con una banda entera. Su trabajo incluye la canción de ventas de platino "Come On Get Higher". Uno de sus canciones exitosas, "Giants", es la música de apertura actual para la Serie Mundial de Póquer 2016 en Las Vegass, la cual es retransmitido en ESPN.

## Primeros años y periodo universitario
Nathanson fue criado en Lexington, Massachusetts y asistió a la Academia Proctor en Andover, NH. Su padre es judío y su madre es católica. Nathanson asistió a la Univesidar de Pitzer en Claremont, California (graduándose en inglés y literatura mundial). Matt asistió a la Escuela Fessenden en West Newton, MA junto con su hermano, Neal, antes de ir a la escuela secundaria en la Academia Proctor. A pesar de vivir cerca en Lexington, ambos se embarcaban a Fessenden durante la semana antes de ir a casa los fines de semana.

## Música
Los miembros de su banda han incluido a Aben Eubanks en guitarra, teclas, y vocales, más tarde reemplazado por Aaron Tap. John Thomasson empezó como bajista en 2004. Thomasson se fue en 2009 para tocar el bajo para Little Big Town y continúa tocando para ellos hoy. Jason Mckenzie estuvo en percusión hasta otoño de 2006; Nick Amoroso estuvo en dos tours desde el otoño de 2007 hasta el invierno de 2008. Konrad Meissner es el baterista. Antes de 2005, Nathanson a menudo era acompañado por el chelista Matt Fish.
La banda actual de gira es, como en el otoño de 2014: Aaron Tap (guitarra, coro, director artístico), Chris Lovejoy (percusión), y Shiben Bhattacharya (bajo).

### Televisivo
Su álbum Some Mad Hope fue lanzada el 14 de agosto de 2007. La canción "All We Are" fue presentada en la serie televisiva NCIS en la quinta temporada, episodio "Family"; en la primera temporada de Private Practice, episodio "In Which Charlotte Goes Down The Rabbit Hole"; los episodios de One Tree Hill "My Way Home is Through You" y "Forever and Almost Always." Él también fue presentado en Women's Murder Club.
El programa de ABC, Big Shots presentó su canción "Come On Get Higher", y la canción "I Saw" fue presentada Scrubs en la sexta temporada, episodio "My Best Friend's Baby's Baby and My Baby's Baby." La canción de Nathanson "Little Victories" fue usada en la Temporada 7 de Scrubs, episodio "My Dumb Luck." El 30 de enero de 2008, Nathanson y su banda tocó "Car Crash" en Late Night with Conan O'Brien. Su canción "Sooner Surrender" fue utilizada en el episodio de Men in Trees del 20 de mayo de 2008, "New Dog, Old Tricks." Nathanson y su banda tocó "Come On Get Higher" en The Late Late Show with Craig Ferguson el 22 de diciembre de 2008. El programa de The CW, The Vampire Diaries presentó su canción "All We Are" en el episodio "Family Ties" de la primera temporada y Life Unexpected, en la segunda temporada, episodio titulado "Parents Unemployed". La canción también estuvo en la quinta temporada (el episodio dos, llamado "Family") del programa de CBS, NCIS. Su canción "Bulletproof Weeks" apareció en el episodio "Another Second Chance" de la serie de televisión Private Practice el 14 de enero de 2010.
El 13 de febrero de 2009, Nathanson y su banda tocó "Come On Get Higher" en Late Show with David Letterman. El 3 de marzo de 2009, él tocó en The Ellen DeGeneres Show, cantando "Come On Get Higher."
En marzo de 2009, Nathanson fue el invitado especial para el episodio 17 de Live From Daryl's House, el concierto mensual de Internet de Daryl Hall. Ellos, justo con la banda de la casa de Hall, tocaron (entre otras canciones) "Car Crash", "Come On Get Higher", "Still", y "All We Are", así también como clásicos de Hall & Oates, "Did It in a Minute" y "One on One." "Come On Get Higher", de Matt Nathanson, es presentado en el CD "Circle of Friends — Dave FM: Volume 2", una estación de radio ambientada en Atlanta.
Matt Nathanson apareció en el programa de éxito The Bachelor (serie de televisión norteamericana) (temporada 16), donde le da una serenada al soltero Ben Flajnik y ayudó Lindzi Cox con su éxito "Faster".
"Kiss quick" fue presentado en la temporada 8 de One Tree Hill, episodio 22.
El 9 de julio de 2013, Nathanson y su banda presentaron su sencillo "Mission Bells" en The Jay Leno Show.
Nathanson usó una camiseta de That Metal Show (TMS) durante su aparición en The Tonight Show with Jay Leno, y como resultado, fue invitado a aparecer en el episodio 5 de la temporada 13 de That Metal Show, junto con Myles Kennedy & Mark Tremonti de la banda Alter Bridge.
El 14 de febrero de 2016, Nathanson apareció de nuevo en The Bachelor (serie de televisión americana) para el especial "Bachelor At 20". Le dio serenata a los ganadores de Bachelor in Paradise (temporada 2), Jade Roper y Tanner Tolbert en su boca, con su canción "Bill Murray." Nathanson ha dicho que "Bill Murray" es el eje para su más reciente álbum, Show Me Your Fangs, y su canción favorita de todas las que ha escrito.

### Covers
La versión de Matt Nathanson de la canción "Laid" por la banda de Mánchester, James, fue presentada en la banda sonora de American Wedding, así también como en American Pie Presents Band Camp. Nathan también hizo un cover de la canción de Prince, "Starfish & Coffee", para el álbum de niños For The Kids Too. Matt también interpretó un cover de "The Wind", de Cat Stevens, para el álbum Wake Up Everybody.

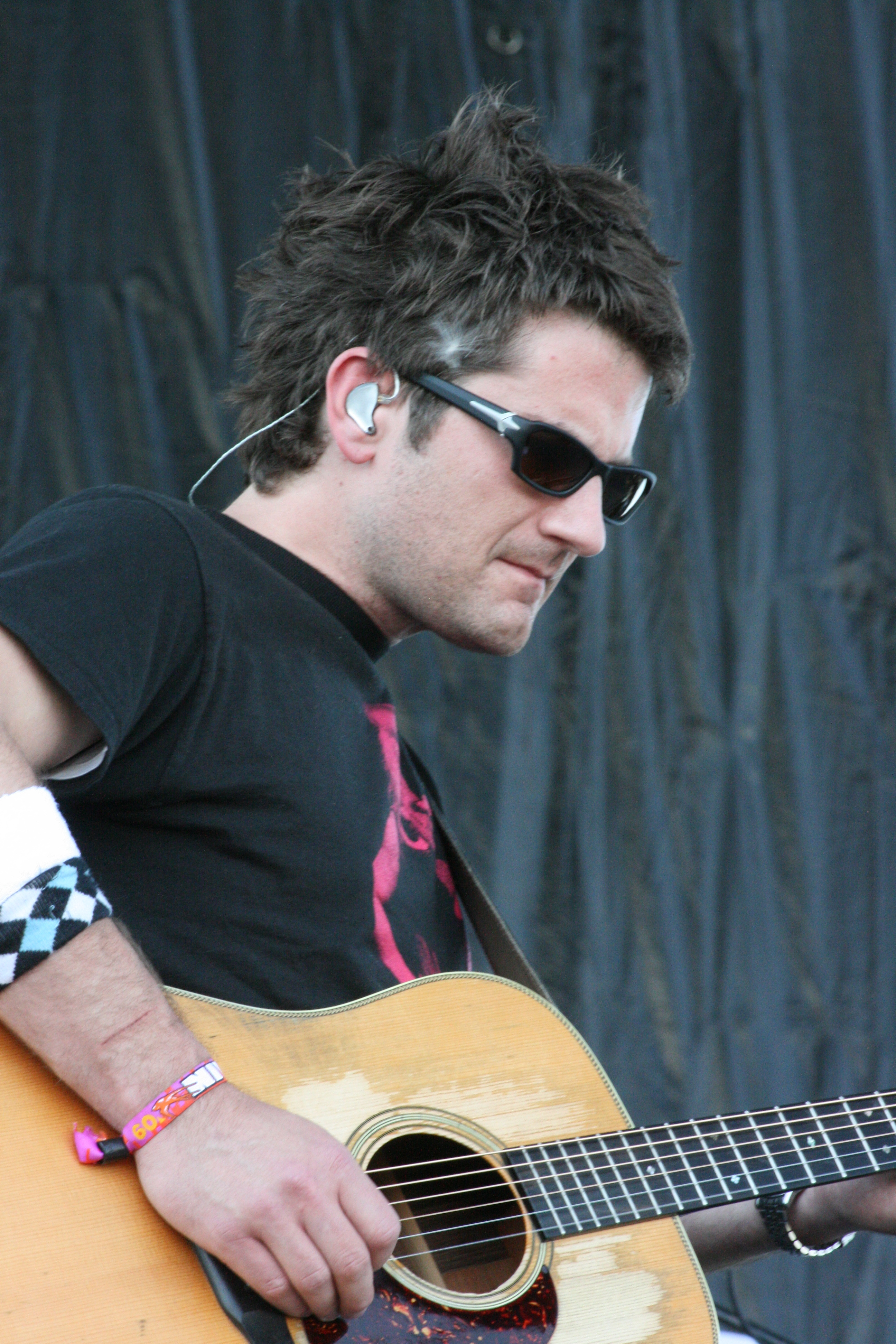
Matt Nathanson actuando en 2009

## Álbumes

### Please
Fue grabado y mezclado en febrero-marzo de 1993 en una casa en Van Nuys, California. La mayoría de las canciones fueron escritas mientras Nathanson estaba en la secundaria y un novato en la Universidad de Pitzer en Claremont, CA. Antes de esto, Nathanson había grabado sólo demos. Este fue su primera colección de canciones puesta alguna vez en un CD. Please fue lanzado en la primavera de 1993.

### Ernst
Fue grabado en la ciudad natal de Nathanson, San Francisco, en el invierno de 1997. Una grabación completamente acústica, la instrumentación es mayormente guitarra acústica con un acordeón, chelos y percusión. Esta grabación fue mezclada en Toast Studios en San Francisco, por Jaquire King.

### Not Colored Too Perfect
Esta grabación es una compilación de material inédito, de la cual, la mayor parte fue grabada en San Rafael, CA, en el otoño de 1997. Otras dos canciones en esta recopilación, "You're Smiling" y "Wait Up" fueron grabadas en Santa Bárbara, CA, en el verano de 1995. Las últimas dos canciones, "Trace of a Cat's Eye" y "Vandalized" fueron tomadas de las grabaciones inéditas de la banda de universidad de Nathanson, Here Comes Everybody. El álbum de HCE fue grabado en Claremont, CA, en la primavera de 1995, pero nunca fue lanzado. Ambas de estas canciones fueron escritas por el baterista de la banda, Bill Foreman.

### Still Waiting for Spring
Fue grabado en diciembre de 1998, en Cotati, CA, y enero de 1999, en Tiny Telephone en San Francisco, con Mark Weinberg. Este disco presenta a David Immerglück y Charlie Gillingham, de Counting Crows, en las pistas, incluyendo la canción "Loud", la cual fue presentada en el show de televisión Dawson's Creek. La grabación fue mezclada en Different Fur, en San Francisco y lanzada la primavera de 1999.

### When Everything Meant Everything
Fue grabado en el invierno de 2002, en Trakwork en el sur de San Francisco. El álbum completo de canciones fue grabado pero el lanzamiento fue reducido a un EP, cuando Nathanson firmó con Universal Records a mitad del proceso de mezcla. Las versiones de estudio de "Princess" y "Fall to Pieces" sólo aparecen en este EP. Fue producido por Mark Weinberg y Nathanson, y liberado en el otoño de 2002.

### Beneath These Fireworks
Fue grabado en Los Ángeles, en el invierno de 2003, el equipo incluyó al baterista Matt Chamberlain, el guitarrista David Garza, y Glen Phillips, de la banda Toad The Wet Sprocket, para los coros. "Lucky Boy", de Still Waiting for Spring fue regrabado para este álbum, como la mayoría de las canciones de las sesiones de When Everything Meant Everything EP. Fue mezclado por Mark Endert en Los Ángeles, y lanzado en octubre de 2003. "Suspended" y "I Saw" fueron lanzados como sencillos, y más de la mitad del disco fue firmado para espectáculos de televisión como Scrubs, Tarzan, One Tree Hill, Joan of Arcadia y Men in Trees.

### At the Point
Luego de decidir que el mayor sello discográfico del mundo no era para él, Nathanson salió de su contrato con Universal Records y liberó "At the Point." Grabado en vivo sobre el curso de tres noches en The Point in Bryn Mawr, PA, en junio de 2005, es el único álbum en vivo de Nathanson. Este álbum fue lanzado en abril de 2006 y debutó como el #29 en el ranking de Billboard Heatseekers la semana en que se lanzó.

### Some Mad Hope
Some Mad Hope fue grabado entre agosto de 2005 y marzo de 2007, en Los Ángeles, San Francisco y Cotati, CA. El álbum fue hecho independientemente, y Nathanson se asoció con Vanguard Records para su lanzamiento en agosto de 2007. Debutó como número 60 en Billboard 200 y estuvo en el ranking por 34 semanas. Varias canciones del disco fueron puestos en programas de televisión, incluyendo CSI, One Tree Hill, Private Practice, Melrose Place, 90210, Vampire Diaries y American Idol.
El sencillo incluyó "Come On Get Higher" (coronado el #2 en Triple A, #9 en Hot AC, #3 en Mainstream AC y #19 en Pop), "Car Crash" (coronado como #12 en Triple A, y #29 en Hot AC), "Falling Apart" (coronado #29 en Hot AC), y "All We Are" (coronado #26 en Triple A).
Some Mad Hope vendió más de 300,000 copias, y "Come On Get Higher" se volvió platino, vendiendo más de 1.8 millones de sencillos.

### Modern Love
El álbum de Nathanson, Modern Love, fue lanzado el 21 de junio de 2011. El primer sencillo, "Faster", fue liberado en marzo. En colaboración con Sugarland para el segundo sencillo, "Run", la pista que titula el álbum "Modern Love" alcanzó el top 15 en el ranking de MusicBase Adult Album Alternative en septiembre de 2012, debido a la considerable cobertura radial en las estaciones de radio con formato AAA. Nathanson fue el acto de apertura en fechas selectas para el Stronger Tour de Kelly Clarkson, el 13 de enero de 2012 hasta el 10 de abril de 2012.
En una entrevista con Broken Records Magazine, Nathanson dijo que Modern Love era un "disco poderoso" y que se propuso modelar su sonido y producción con respecto a sus bandas y canciones favoritas de los 80's.

### Last of the Great Pretenders
El álbum de Nathanson, Last of the Great Pretenders fue lanzado en los EE. UU. el 16 de julio de 2013. El primer sencillo, "Mission Bells", fue lanzado el 11 de marzo en la estación de radio de San Francisco, KFOG. El álbum debutó como #16 en los Billboard 200. Nathanson anunció su tour por Norteamérica, Last of the Great Pretenders Tour, con su invitado especial, Joshua Radin, a través de su sitio web personal. El tour comenzó en Portland, Oregón el 20 de septiembre y terminó en Austin, Texas, el 23 de noviembre, con 45 fechas en total.
En una declaración a sus fanáticos, Nathanson dijo que debían esperar "canciones nuevas, historias nuevas, un tigre de Bengala blanco y cañones de confeti (bueno, no los últimos dos)."  El próximo sencillo en ser lanzado fue "Kinks Shirt".

### Show Me Your Fangs
El último álbum de Nathanson, Show Me Your Fangs, fue lanzado en EE. UU. el 2 de octubre de 2015. El primer sencillo, "Headphones", en colaboración con Lolo, fue lanzado en junio de 2014. Para el video, Nathanson acompañó a Starkey Hearing Technlogies en Perú, para ayudar a las personas con pérdida de audición. Seguido al lanzamiento de "Headphones", Nathanson se fue de gira por los Estados Unidos por dos meses, coencabezado con su amigo de toda la vida Gavin DeGraw En mayo de 2015, el siguiente sencillo "Gold in the Summertime" fue lanzado y Nathanson encabezó un tour a nivel nacional con Train y The Fray. El tour comenzó el 21 de mayo en el Anfiteatro Sleep Train de Sacramento en Marysville, CA, con espectáculos a través de EE. UU. El tour cerró el 25 de julio en el Anfiteatro Gorge en Quincy, Wash. "Giants", el tercer sencillo del álbum más reciente, fue lanzado en agosto de 2015. "Giants" fue usado como cortina musical en la Serie Mundial de Póquer 2016 emitido en ESPN. El "Show Me Your Fangs Acoustic Tour - una tarde con Matt Nathanson", comenzó el 21 de septiembre, en el Brighton Music Hall en Boston y terminó en San Diego, en el Casbah, el 30 de octubre.

## Discografía
- Please (1993)
- Ernst (1997)
- Not Colored Too Perfect (1998)
- Still Waiting for Spring (1999)
- Beneath These Fireworks (2003)
- Some Mad Hope (2007)
- Modern Love (2011)
- Last of the Great Pretenders (2013)
- Show Me Your Fangs (2015)

## Vídeos musicales
| Año  | Vídeo                    | Director                   |
| ---- | ------------------------ | -------------------------- |
| 2012 | "Run" (con Sugarland)    | Valarie Allyn Bieans       |
| 2013 | "Mission Bells"          | Marc Ripper / Fort Ripper  |
| 2013 | "Kinks Shirt"            | Bobcat Goldthwait          |
| 2014 | "Headphones"             | Brendan Walter y Mel Soria |
| 2015 | "Gold in the Summertime" | SCANTRON FILMS             |
| 2016 | "Adrenaline"             |                            |